# Hooking (ijshockey)

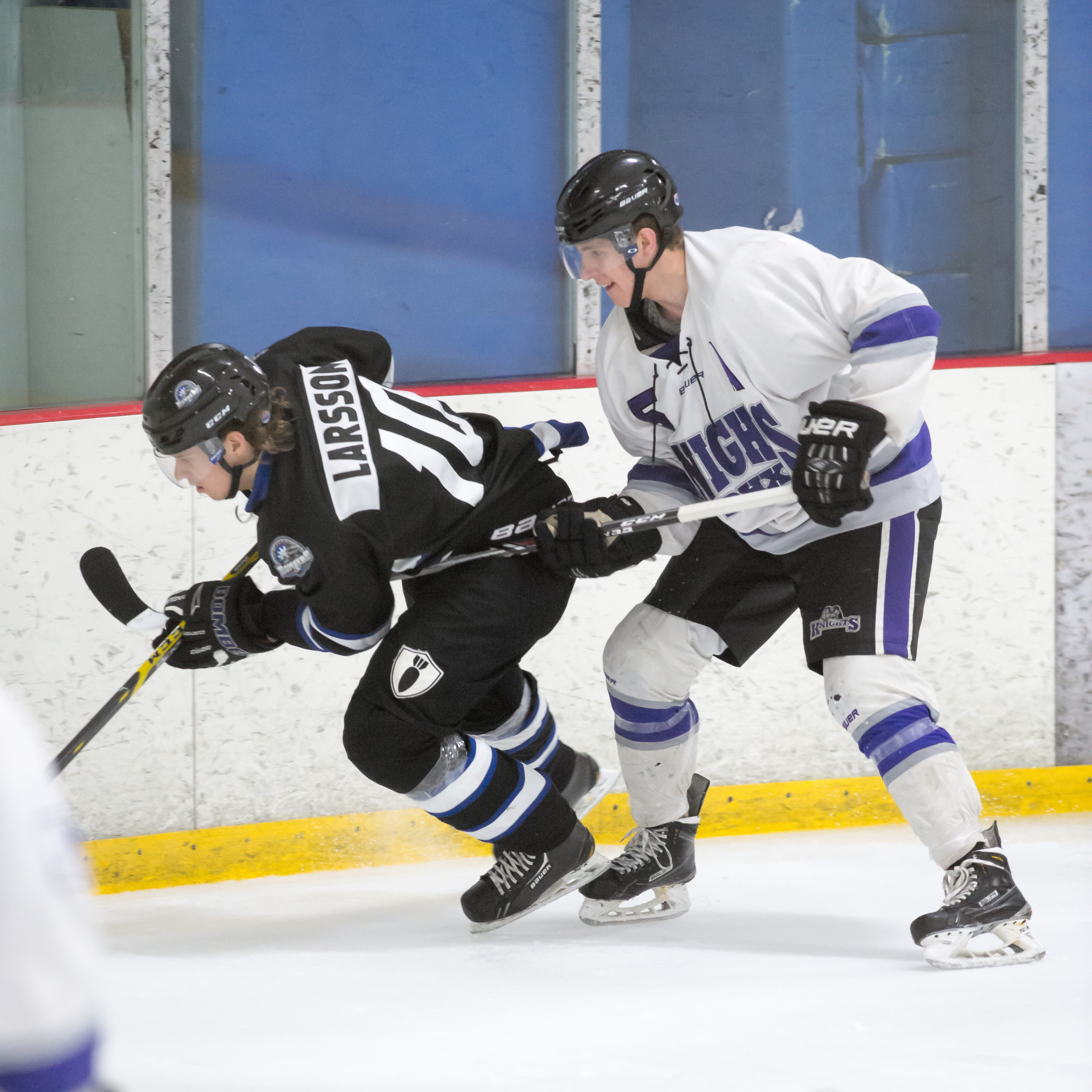
Hooking

Hooking is een term uit het ijshockey waarbij de tegenstander gehaakt wordt met de hockeystick, knie, voet, arm of handen en zodanig wordt gehinderd dat zijn aanval verstoord wordt. Hooking wordt standaard bestraft met een minor penalty, de overtreder gaat dan voor 2 minuten naar de strafbank. Hooking is een overtreding die vaak voorkomt.